# United States Air Force Office of Special Investigations
United States Air Force Office of Special Investigations, förkortat AFOSI eller OSI (översatt: Flygvapnets myndighet för särskilda utredningar) är en amerikansk federal polismyndighet som hör till flygvapendepartementet. Dess verksamhet syftar till att understödja flygvapnets förband och enheter med specialistkompetens för att upptäcka/förhindra spioneri och dataintrång, bedriva kriminalpolisiära brottsutredningar, säkerhetsunderrättelsetjänst, samt personskydd för flygvapnets och försvarsdepartementets högre befattningshavare. 

## Historik
OSI inrättades år 1948 på befallning av flygvapenminister Stuart Symington, efter kongressens inrådan, för att åtgärda vad som visat sig vara flygvapnets bristande organisatoriska arrangemang för att upptäcka bedrägerier i de egna leden: mer specifikt fallet rörande generalmajor Bennet E. Meyers, tidigare logistikchef vid flygstaben som under andra världskriget förskingrade stora summor av dåvarande arméflygvapnets anslag och som profiterade på detta genom att skapa egna skalbolag. Flygvapenminister Symington begärde av FBI-chefen J. Edgar Hoover att överste Joseph F. Carroll, brottsutredare vid roteln för överskottsbedrägerier, skulle överföras till flygvapnet för att starta upp den nya avdelningen. Hoover beviljade Symingtons begäran och Carroll blev den förste chefen för OSI.
Det var en medarbetare vid OSI som i juni 1950 underrättade general Douglas MacArthurs stab om den nordkoreanska attacken som inledde Koreakriget.

## Uppdrag
OSI har som uppdrag att:
- organisera, utbilda samt utrusta OSI enheter.
- utreda brottslig verksamhets som riktar sig mot flygvapnets personal, anläggningar samt den federala statsmaktens egendom.
- bedriva säkerhetsunderrättelsetjänst.
- utreda intrång i flygvapnets datorsystem samt att stödja flygvapnets informationskrigsföringsuppdrag.
- tillhandahålla rättsmedicinsk och beteendevetenskaplig kompetens.
- primäransvar för flygvapnets lögndetektorprogram.
- medverka i försvarsdepartementets strategi för att bekämpa illegala droger.
- vara flygvapnets centrala kontaktpunkt gentemot delstatliga, federala samt utländska polismyndigheter.[3]

OSI är även försvarsdepartementets verkställande ombud (executive agent) för Defense Cyber Crime Center (översatt: Försvarets cyberbrottsliga centrum), som innefattar ett laboratorium för analysering och diagnostisering av bevismaterial i försvarets brottsutredningar (Defense Computer Forensics Laboratory), samt ett utbildningsprogram för utredare inriktade på databrottslighet (Defense Computer Investigations Training Program).

## Organisation
OSI är underställd flygvapnets generalinspektion (Office of the Inspector General), som i sin tur är en del av flygvapenministerns kansli (Office of the Secretary of the Air Force). Mottot för OSI är Eyes of the Eagle (översatt: örnens öga). Örnen är, förutom allusionen till behärskandet av luftens element, också en viktig symbol i Amerikas Förenta Staters heraldiska tradition.

### Territoriell organisation

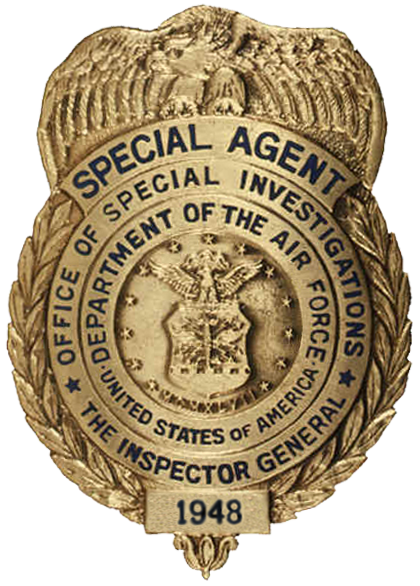
Polisbricka för AFOSI.

Huvudkontoret är lokaliserat till Andrews Air Force Base i delstaten Maryland öster om Washington, DC. OSI:s fältverksamhet är indelad i 8 stycken regioner, varav 7 av dem är sektoriellt avgränsade efter flygvapnets huvudkommandon och i sin tur de förband som lyder under dessa:
- Region 1 - Air Force Materiel Command.
- Region 2 - Air Combat Command.
- Region 3 - Air Mobility Command.
- Region 4 - Air Education and Training Command.
- Region 5 - U.S. Air Forces in Europe.
- Region 6 - Pacific Air Forces.
- Region 7 – säkerhetsunderrättelsetjänst för flygvapnets ”special-access programs”, dvs. de allra känsligaste och mest hemligstämplade projekten.
- Region 8 – Air Force Space Command.

## Personal
AFOSI anställer civilanställd specialagenter (GL-1811). Dels aspiranter med avlagd akademisk examen på grundnivå, dels erfarna utredare från civila polismyndigheter.

## Kända personer som tillhört OSI
- Arlen Specter, senator för delstaten Pennsylvania.